# Bezerros (kommun)
Bezerros är en kommun i Brasilien.   Den ligger i delstaten Pernambuco, i den östra delen av landet, 1 600 km nordost om huvudstaden Brasília. Antalet invånare är 58 675.
Följande samhällen finns i Bezerros:
- Bezerros

Omgivningarna runt Bezerros är huvudsakligen savann. Runt Bezerros är det ganska tätbefolkat, med 155 invånare per kvadratkilometer.